# Bubniwka (obwód rówieński)
Bubniwka (ukr. Бубнівка) – wieś na Ukrainie, w obwodzie rówieńskim, w rejonie rówieńskim, w hromadzie Ostróg. W 2001 liczyła 135 mieszkańców.